# Athletic Club 2020-2021
Questa voce raccoglie le informazioni riguardanti l'Athletic Club nelle competizioni ufficiali della stagione 2020-2021.

## Maglie e sponsor
Il fornitore tecnico per la stagione 2020-2021 è New Balance, mentre lo sponsor ufficiale è Kutxabank.
| 1ª divisa | 2ª divisa |

## Organigramma societario
Area direttiva
- Presidente: Aitor Elizegi
- Vice presidente: Mikel Martínez
- Segretario: Fernando San José
- Vice segretario: María Tato
- Tesoriere: Aitor Bernardo
- Membro direttivo: Óscar Baristain
- Membro direttivo: Begoña Castaño
- Membro direttivo: Itziar Villamandos
- Membro direttivo: Joana Martínez
- Membro direttivo: Iker Goñi
- Membro direttivo: Óscar Arce
- Membro direttivo: Goyo Arbizu
- Membro direttivo: Tomás Ondarra
- Membro direttivo: Manu Mosteiro
- Membro direttivo: Ricardo Hernani
- Membro direttivo: Jorge Gómez

Area tecnica
- Allenatore: Gaizka Garitano
- Allenatore in seconda: Patxi Ferreira
- Allenatore portieri: Aitor Iru
- Preparatore atletico: Juan Iribarren
- Analisi tecnica: Alberto Iglesias
- Magazzinieri: Jon Eskalza, Iker López, Josu Arambarri

Area sanitaria
- Responsabile: Josean Lekue
- Medico sociale: Paco Angulo
- Infermiere: Juanma Ipiña
- Fisioterapisti: Álvaro Campa, Beñat Azula, Isusko Ortuzar

## Rosa
| N. |                   | Ruolo | Calciatore              |
| -- | ----------------- | ----- | ----------------------- |
| 1  | Spagna (bandiera) | P     | Unai Simón              |
| 3  | Spagna (bandiera) | D     | Unai Núñez              |
| 4  | Spagna (bandiera) | D     | Iñigo Martínez          |
| 5  | Spagna (bandiera) | D     | Yeray Álvarez           |
| 6  | Spagna (bandiera) | C     | Mikel Vesga             |
| 7  | Spagna (bandiera) | A     | Ibai Gómez              |
| 8  | Spagna (bandiera) | C     | Unai López              |
| 9  | Spagna (bandiera) | A     | Iñaki Williams          |
| 10 | Spagna (bandiera) | A     | Iker Muniain (capitano) |
| 11 | Spagna (bandiera) | A     | Iñigo Córdoba           |
| 12 | Spagna (bandiera) | C     | Álex Berenguer          |
| 13 | Spagna (bandiera) | P     | Jokin Ezkieta           |
| 14 | Spagna (bandiera) | C     | Daniel García Carrillo  |
| 15 | Spagna (bandiera) | D     | Iñigo Lekue             |

| N. |                                 | Ruolo | Calciatore       |
| -- | ------------------------------- | ----- | ---------------- |
| 16 | Spagna (bandiera)               | C     | Oihan Sancet     |
| 17 | Spagna (bandiera)               | D     | Yuri Berchiche   |
| 18 | Spagna (bandiera)               | D     | Óscar de Marcos  |
| 19 | Bosnia ed Erzegovina (bandiera) | A     | Kenan Kodro      |
| 20 | Spagna (bandiera)               | C     | Asier Villalibre |
| 21 | Spagna (bandiera)               | D     | Ander Capa       |
| 22 | Spagna (bandiera)               | C     | Raúl García      |
| 24 | Spagna (bandiera)               | D     | Mikel Balenziaga |
| 25 | Spagna (bandiera)               | P     | Iago Herrerín    |
| 26 | Spagna (bandiera)               | A     | Iñigo Vicente    |
| 27 | Spagna (bandiera)               | A     | Unai Vencedor    |
| 28 | Spagna (bandiera)               | C     | Oier Zarraga     |
| 32 | Spagna (bandiera)               | C     | Jon Morcillo     |
| -- | Spagna (bandiera)               | C     | Peru Nolaskoain  |

## Calciomercato

### Sessione estiva
| Acquisti | Acquisti        | Acquisti            | Acquisti                             |
| R.       | Nome            | da                  | Modalità                             |
| -------- | --------------- | ------------------- | ------------------------------------ |
| P        | Hodei Oleaga    | Melilla             | fine prestito                        |
| D        | Cristian Ganea  | Viitorul Costanza   | fine prestito                        |
| A        | Iñigo Vicente   | Mirandés            | fine prestito                        |
| C        | Peru Nolaskoain | Deportivo La Coruña | fine prestito                        |
| D        | Andoni López    | Elche               | fine prestito                        |
| C        | Álex Berenguer  | Torino              | acquisto definitivo (10,5 milioni €) |

| Cessioni | Cessioni          | Cessioni        | Cessioni                       |
| R.       | Nome              | a               | Modalità                       |
| -------- | ----------------- | --------------- | ------------------------------ |
| P        | Hodei Oleaga      | Barakaldo       | definitivo (gratuito)          |
| D        | Cristian Ganea    | Arīs Salonicco  | definitivo (gratuito)          |
| C        | Mikel San José    | Birmingham City | cessione definitiva (gratuita) |
| D        | Andoni López      | UD Logroñés     | cessione definitiva (gratuita) |
| A        | Gaizka Larrazabal | Real Saragozza  | cessione definitiva (gratuita) |
| D        | Daniel Vivian     | Mirandés        | prestito                       |
| D        | Jon Sillero       | Numancia        | prestito                       |
| C        | Beñat Etxebarria  | -               | svincolato                     |
| A        | Gorka Guruzeta    | Sabadell        | cessione definitiva (gratuita) |

## Risultati

### Primera División

#### Girone di andata
| Arbitro: | Mateu Lahoz (comitato valenciano) |

|                       |           |  |
| Herrera 49’ Milla 53’ | Marcatori |  |

| Arbitro: | Del Cerro Grande (comitato madrileno) |

|                         |           |                          |
| Williams 3’ Muniain 90’ | Marcatori | 14’ Pedri 38’, 62’ Messi |

| Arbitro: | Cordero Vega (comitato cantabrico) |

|            |           |                |
| García 48’ | Marcatori | 40’, 87’ López |

| Arbitro: | González Fuertes (comitato asturiano) |

|  |           |                  |
|  | Marcatori | 57’ (aut.) López |

| Arbitro: | Sánchez Martínez (comitato murciano) |

|         |           |  |
| Ely 74’ | Marcatori |  |

| Arbitro: | Alberola Rojas (comitato castigliano) |

|                            |           |  |
| Berenguer 68’ Williams 79’ | Marcatori |  |

| Arbitro: | Cuadra Fernández (comitato madrileno) |

|                   |           |  |
| García 81’ (rig.) | Marcatori |  |

| Arbitro: | Del Cerro Grande (comitato madrileno) |

|                        |           |            |
| Muniain 76’ Sancet 86’ | Marcatori | 9’ Youssef |

| Arbitro: | Soto Grado (comitato castigliano) |

|                           |           |                     |
| Orellana 19’ Maranhão 48’ | Marcatori | 86’ (rig.) Williams |

| Arbitro: | Alberola Rojas (comitato castigliano) |

|                                                   |           |  |
| Ruiz 9’ (aut.) Capa 33’ Muniain 59’ Berenguer 68’ | Marcatori |  |

| Arbitro: | Melero López (comitato andaluso) |

|           |           |               |
| Ángel 75’ | Marcatori | 9’ Villalibre |

| Arbitro: | Figueroa Vázquez (comitato andaluso) |

|  |           |                     |
|  | Marcatori | 61’ Malmo 78’ Aspas |

| Arbitro: | Del Cerro Grande (comitato madrileno) |

|                              |           |                                  |
| Soler 26’ (rig.) Vallejo 83’ | Marcatori | 55’ Villalibre 79’ (rig.) García |

| Arbitro: | Pizarro Gómez (comitato castigliano) |

|                              |           |  |
| Kodro 86’ (rig.) Núñez 90+1’ | Marcatori |  |

| Arbitro: | Medié Jiménez (comitato catalano) |

|          |           |              |
| Pino 19’ | Marcatori | 74’ Williams |

| Arbitro: | Sánchez Martinez (comitato murciano) |

|  |           |          |
|  | Marcatori | 5’ Portu |

| Arbitro: | Melero López (comitato andaluso) |

|             |           |  |
| Muniain 25’ | Marcatori |  |

| Arbitro: | Gil Manzano (comitato estremegno) |

|                                  |           |             |
| Llorente 45+2’ Suárez 51’ (rig.) | Marcatori | 21’ Muniain |

| Arbitro: | Gil Manzano (comitato estremegno) |

|                                |           |          |
| Kroos 45+1’ Benzema 74’, 90+2’ | Marcatori | 52’ Capa |

#### Girone di ritorno
| Arbitro: | Cordero Vega (comitato cantabro) |

|                                                       |           |              |
| García 16’, 31’ Yeray 50’ Berenguer 75’ De Marcos 82’ | Marcatori | 1’ Cucurella |

| Arbitro: | Mateu Lahoz (comitato valenciano) |

|                         |           |                 |
| Messi 20’ Griezmann 74’ | Marcatori | 49’ (aut.) Alba |

| Arbitro: | Munuera Montero (comitato andaluso) |

|                      |           |              |
| Guillamón 43’ (aut.) | Marcatori | 65’ Paulista |

| Arbitro: | Hernández Hernández (comitato canario) |

|  |           |                                          |
|  | Marcatori | 5’, 29’ Berenguer 15’ López 52’ Williams |

| Arbitro: | Del Cerro Grande (comitato madrileno) |

|               |           |            |
| Berenguer 44’ | Marcatori | 16’ Moreno |

| Arbitro: | De Mera Escuderos (comitato castigliano) |

|                  |           |                      |
| Martí 34’ (rig.) | Marcatori | 56’ (rig.) R. García |

| Arbitro: | Martínez Munuera (comitato valenciano) |

|                               |           |                  |
| Villalibre 3’ Berenguer 90+1’ | Marcatori | 78’ Jorge Molina |

| Vigo 14 marzo 2021, ore 14:00 CET 27ª giornata | Celta Vigo                       | 0 – 0 | Athletic Bilbao | Stadio Balaídos (0 spett.)\| Arbitro: \| Jaime Latre (comitato aragonese) \| |
| Arbitro:                                       | Jaime Latre (comitato aragonese) |       |                 |                                                                              |

| Arbitro: | Pizarro Gómez (comitato castigliano) |

|              |           |                 |
| Berchiche 9’ | Marcatori | 17’ Kiké García |

| Arbitro: | Sánchez Martínez (comitato murciano) |

|                   |           |                |
| Roberto López 89’ | Marcatori | 85’ Villalibre |

| Bilbao 10 aprile 2021, ore 16:15 CEST 30ª giornata | Athletic Bilbao                  | 0 – 0 | Alavés | San Mamés (0 spett.)\| Arbitro: \| Melero López (comitato andaluso) \| |
| Arbitro:                                           | Melero López (comitato andaluso) |       |        |                                                                        |

| Siviglia 21 aprile 2021, ore 20:00 CEST 31ª giornata | Real Betis                        | 0 – 0 | Athletic Bilbao | Stadio Benito Villamarín (0 spett.)\| Arbitro: \| Medié Jiménez (comitato catalano) \| |
| Arbitro:                                             | Medié Jiménez (comitato catalano) |       |                 |                                                                                        |

| Arbitro: | González Fuertes (comitato asturiano) |

|                                   |           |           |
| Álex Berenguer 8’ I. Martínez 86’ | Marcatori | 77’ Savić |

| Arbitro: | Cordero Vega (comitato cantabrico) |

|                                |           |                           |
| Jon Morcillo 14’ R. García 76’ | Marcatori | 70’ Orellana 85’ Weissman |

| Arbitro: | Gil Manzano (comitato estremegno) |

|  |           |              |
|  | Marcatori | 90’ Williams |

| Arbitro: | Pizarro Gómez (comitato castigliano) |

|                        |           |                          |
| Morcillo 1’ Sancet 62’ | Marcatori | 12’ Brašanac 89’ Budimir |

| Arbitro: | Figueroa Vázquez (comitato andaluso) |

|            |           |  |
| Sandro 61’ | Marcatori |  |

| Arbitro: | Mateu Lahoz (comitato valenciano) |

|  |           |               |
|  | Marcatori | 68’ Fernàndez |

| Arbitro: | Del Cerro Grande (comitato madrileno) |

|                        |           |  |
| Boyé 28’ Raúl Guti 73’ | Marcatori |  |

### Copa del Rey
| Arbitro: | González Fuertes (comitato asturiano) |

|           |           |                             |
| Pérez 12’ | Marcatori | 52’ García 90+1’ Unai Núñez |

| Arbitro: | Medié Jiménez (comitato catalano) |

|          |           |                             |
| Díaz 39’ | Marcatori | 53’ Villalibre 78’ Williams |

| Arbitro: | Hernández Hernández (comitato canario) |

|                      |                      |                                    |
| Juanmi 84’           | Marcatori            | 90+4’ García                       |
| Mandi Canales Juanmi | Tiri di rigore 1 – 4 | García Williams Morcillo Berchiche |

| Arbitro: | Gil Manzano (comitato estremegno) |

|              |           |                    |
| Martínez 58’ | Marcatori | 26’ Gonzalo Melero |

| Arbitro: | Del Cerro Grande (comitato madrileno) |

|           |           |                                  |
| Roger 27’ | Marcatori | 30’ (rig.) García 112’ Berenguer |

| Arbitro: | Martínez Munuera (comitato valenciano) |

|  |           |                                          |
|  | Marcatori | 60’ Griezmann 63’ de Jong 68’, 72’ Messi |

### Supercoppa di Spagna
| Arbitro: | Martínez Munuera (comitato valenciano) |

|             |           |                        |
| Benzema 73’ | Marcatori | 18’, 38’ (rig.) García |

| Arbitro: | Gil Manzano (comitato estremegno) |

|                    |           |                                           |
| Griezmann 40’, 77’ | Marcatori | 42’ De Marcos 90’ Villalibre 93’ Williams |

## Statistiche
Aggiornate al 22 maggio 2021.

### Statistiche di squadra
| Competizione        | Punti | In casa | In casa | In casa | In casa | In casa | In casa | In trasferta | In trasferta | In trasferta | In trasferta | In trasferta | In trasferta | Totale | Totale | Totale | Totale | Totale | Totale | DR |
| Competizione        | Punti | G       | V       | N       | P       | Gf      | Gs      | G            | V            | N            | P            | Gf           | Gs           | G      | V      | N      | P      | Gf     | Gs     | DR |
| ------------------- | ----- | ------- | ------- | ------- | ------- | ------- | ------- | ------------ | ------------ | ------------ | ------------ | ------------ | ------------ | ------ | ------ | ------ | ------ | ------ | ------ | -- |
| Liga                | 46    | 19      | 8       | 6       | 5       | 29      | 19      | 19           | 3            | 7            | 9            | 17           | 23           | 38     | 11     | 13     | 14     | 46     | 42     | +4 |
| Coppa del Re        | -     | 1       | 0       | 1       | 0       | 1       | 1       | 4            | 3            | 1            | 0            | 7            | 4            | 6      | 3      | 2      | 1      | 8      | 9      | -1 |
| Supercopa de España | -     | 0       | 0       | 0       | 0       | 0       | 0       | 0            | 0            | 0            | 0            | 0            | 0            | 2      | 2      | 0      | 0      | 5      | 3      | +2 |
| Totale              | -     | 20      | 8       | 7       | 5       | 30      | 20      | 23           | 6            | 8            | 9            | 24           | 27           | 46     | 16     | 15     | 15     | 59     | 54     | +5 |

### Andamento in campionato
| Giornata  | 1  | 2  | 3  | 4  | 5  | 6  | 7  | 8  | 9  | 10 | 11 | 12 | 13 | 14 | 15 | 16 | 17 | 18 | 19 | 20 | 21 | 22 | 23 | 24 | 25 | 26 | 27 | 28 | 29 | 30 | 31 | 32 | 33 | 34 | 35 | 36 | 37 | 38 |
| --------- | -- | -- | -- | -- | -- | -- | -- | -- | -- | -- | -- | -- | -- | -- | -- | -- | -- | -- | -- | -- | -- | -- | -- | -- | -- | -- | -- | -- | -- | -- | -- | -- | -- | -- | -- | -- | -- | -- |
| Luogo     | T  | C  | T  | T  | T  | C  | T  | C  | T  | C  | T  | C  | T  | C  | T  | C  | C  | T  | T  | C  | T  | C  | T  | C  | T  | C  | T  | C  | T  | C  | T  | C  | C  | T  | C  | T  | C  | T  |
| Risultato | P  | P  | V  | P  | P  | V  | P  | V  | P  | V  | N  | P  | N  | V  | N  | P  | V  | P  | P  | V  | P  | V  | V  | N  | N  | V  | N  | N  | N  | N  | N  | V  | N  | V  | V  | P  | P  | P  |
| Posizione | 18 | 20 | 14 | 15 | 19 | 14 | 16 | 11 | 14 | 8  | 9  | 14 | 13 | 10 | 10 | 12 | 9  | 12 | 13 | 9  | 11 | 11 | 10 | 10 | 10 | 8  | 11 | 9  | 10 | 11 | 10 | 10 | 9  | 9  | 9  | 9  | 9  | 10 |

Legenda:

Luogo: C = Casa; T = Trasferta. Risultato: V = Vittoria; N = Pareggio; P = Sconfitta.

### Statistiche individuali
| Giocatore     | Primera División | Primera División | Primera División | Primera División | Coppa del Re | Coppa del Re | Coppa del Re | Coppa del Re | Supercoppa | Supercoppa | Supercoppa  | Supercoppa | Totale   | Totale | Totale      | Totale     |
| Giocatore     | Presenze         | Reti             | Ammonizioni      | Espulsioni       | Presenze     | Reti         | Ammonizioni  | Espulsioni   | Presenze   | Reti       | Ammonizioni | Espulsioni | Presenze | Reti   | Ammonizioni | Espulsioni |
| ------------- | ---------------- | ---------------- | ---------------- | ---------------- | ------------ | ------------ | ------------ | ------------ | ---------- | ---------- | ----------- | ---------- | -------- | ------ | ----------- | ---------- |
| Y. Álvarez    | 23               | 1                | 5                | 0                | 6            | 0            | 1            | 0            | 1          | 0          | 0           | 0          | 30       | 1      | 6           | 0          |
| M. Balenziaga | 23               | 0                | 0                | 0                | 3            | 0            | 0            | 0            | 2          | 0          | 0           | 0          | 28       | 0      | 0           | 0          |
| Y. Berchiche  | 23               | 1                | 3                | 0                | 6            | 0            | 2            | 0            | 0          | 0          | 0           | 0          | 29       | 1      | 5           | 0          |
| Á. Berenguer  | 35               | 8                | 4                | 0                | 6            | 1            | 0            | 0            | 2          | 0          | 0           | 0          | 43       | 9      | 4           | 0          |
| A. Capa       | 28               | 2                | 5                | 0                | 4            | 0            | 0            | 0            | 2          | 0          | 1           | 0          | 34       | 2      | 6           | 0          |
| D. García     | 24               | 0                | 8                | 0                | 6            | 0            | 3            | 0            | 2          | 0          | 2           | 0          | 32       | 0      | 13          | 0          |
| I. Córdoba    | 3                | 0                | 0                | 0                | 0            | 0            | 0            | 0            | 0          | 0          | 0           | 0          | 3        | 0      | 0           | 0          |
| Ó. de Marcos  | 25               | 1                | 2                | 0                | 4            | 0            | 1            | 0            | 2          | 1          | 0           | 0          | 31       | 2      | 3           | 0          |
| J. Ezkieta    | 1                | -2               | 0                | 0                | 2            | -2           | 0            | 0            | 0          | 0          | 0           | 0          | 3        | -4     | 0           | 0          |
| R. García     | 36               | 5                | 7                | 2                | 6            | 3            | 2            | 0            | 2          | 2          | 0           | 0          | 44       | 10     | 9           | 2          |
| I. Gomez      | 13               | 0                | 0                | 0                | 0            | 0            | 0            | 0            | 0          | 0          | 0           | 0          | 13       | 0      | 0           | 0          |
| I. Herrerín   | 0                | 0                | 0                | 0                | 0            | 0            | 0            | 0            | 0          | 0          | 0           | 0          | 0        | 0      | 0           | 0          |
| K. Kodro      | 3                | 1                | 1                | 0                | 0            | 0            | 0            | 0            | 0          | 0          | 0           | 0          | 3        | 1      | 1           | 0          |
| I. Lekue      | 18               | 0                | 1                | 0                | 4            | 0            | 1            | 0            | 2          | 0          | 0           | 0          | 24       | 0      | 2           | 0          |
| U. López      | 26               | 3                | 7                | 0                | 5            | 0            | 0            | 0            | 0          | 0          | 0           | 0          | 31       | 3      | 7           | 0          |
| I. Martínez   | 28               | 1                | 9                | 1                | 3            | 1            | 2            | 0            | 1          | 0          | 0           | 0          | 32       | 2      | 11          | 1          |
| J. Morcillo   | 30               | 2                | 3                | 0                | 4            | 0            | 0            | 0            | 2          | 0          | 1           | 0          | 36       | 2      | 4           | 0          |
| I. Muniain    | 28               | 5                | 1                | 0                | 5            | 0            | 0            | 0            | 2          | 0          | 0           | 0          | 35       | 5      | 1           | 0          |
| P. Nolaskoain | 0                | 0                | 0                | 0                | 0            | 0            | 0            | 0            | 0          | 0          | 0           | 0          | 0        | 0      | 0           | 0          |
| U. Núñez      | 25               | 1                | 6                | 0                | 4            | 1            | 1            | 0            | 2          | 0          | 0           | 0          | 31       | 2      | 7           | 0          |
| O. Sancet     | 24               | 2                | 2                | 0                | 2            | 0            | 0            | 0            | 0          | 0          | 0           | 0          | 26       | 2      | 2           | 0          |
| U. Simón      | 37               | -40              | 1                | 0                | 4            | -7           | 0            | 0            | 2          | -3         | 1           | 0          | 43       | -50    | 2           | 0          |
| U. Vencedor   | 28               | 0                | 6                | 0                | 4            | 0            | 0            | 0            | 2          | 0          | 0           | 0          | 34       | 0      | 6           | 0          |
| M. Vesga      | 30               | 0                | 8                | 0                | 6            | 0            | 1            | 0            | 2          | 0          | 0           | 0          | 38       | 0      | 9           | 0          |
| I. Vicente    | 3                | 0                | 0                | 0                | 0            | 0            | 0            | 0            | 0          | 0          | 0           | 0          | 3        | 0      | 0           | 0          |
| A. Villalibre | 35               | 4                | 1                | 0                | 6            | 1            | 0            | 0            | 2          | 1          | 1           | 0          | 43       | 6      | 2           | 0          |
| I. Williams   | 38               | 6                | 1                | 0                | 6            | 1            | 0            | 0            | 2          | 1          | 0           | 0          | 46       | 8      | 1           | 0          |
| O. Zarraga    | 5                | 0                | 0                | 0                | 0            | 0            | 0            | 0            | 0          | 0          | 0           | 0          | 5        | 0      | 0           | 0          |
| N. Williams   | 2                | 0                | 0                | 0                | 0            | 0            | 0            | 0            | 0          | 0          | 0           | 0          | 2        | 0      | 0           | 0          |